# محمد نزار الدقر
الدكتور محمد نزار الدقر بن الشيخ عبد الرحمن الدقر من مواليد دمشق 1940 م باحث متخصص في الإعجاز العلمي في القرآن الكريم والسنة النبوية والطب النبوي ، واختصاصي بالأمراض الجلدية والتناسلية والعلاج التجميلي دكتور ' فلسفة ' في العلوم الطبية كاتب متخصص في الطب الإسلامي.

## حياته
- أنهى دراسته الثانوية في التجهيز الأولى بدمشق عام 1957 م درس الطب في كلية الطب بدمشق وأخذ الإجازة في الطب البشري عام 1964 م .
- عمل في الطب العام لمدة سنة ثم أوفد للتخصص في الاتحاد السوفيتي حيث تخصص في المعهد العالي المركزي للأبحاث الطبية في الأمراض الجلدية وحصل على درجة PH-D (دكتوره فلسفة في اختصاص الجلدية) ودرَّس الأمراض الجلدية في المعاهد الصحية ومدارس التمريض في دمشق لمدة عشر سنوات .
- شارك في تأسيس جمعية أطباء الجلد السورية وكان أمين سرها لعدة فترات ثم نائباً للرئيس .
- والده الشيخ عبد الرحمن الدقر من علماء الدين المعروفين في دمشق .

## المؤلفات
قام بالبحث والدراسة للعديد من المواضيع الشرعية الطبية ومسائل الطب النبوي ، وبحث في مواضيع الإعجاز الطبي في القرآن والسنة النبوية ومجالاتها العملية في حياة الأمة فكان أن أخرجه في سلسلة من 4أجزاء تحت اسم روائع الطب الإسلامي والتي حصل بموجبها على جائزة المنظمة العالمية للطب الإسلامي ومركزها الكويت. وشارك في عام 1999 م في مؤتمر للمنظمة في إسطنبول.
- ألف أول بحث كتاب (العسل) وحصل الكتاب على جائزة منظمة التربية والعلوم والثقافة التابعة لجامعة الدول العربية عام 1975 م لأفضل مؤلف لموضوع علمي في القرآن والسنة.
- الحجامة والقسط البحري المكتبة العربية -  الحجامة والقسط البحري
- روائع الطب الإسلامي ج1 القسم العلاجي
- روائع الطب الإسلامي ج2 العبادات في الإسلام وأثرها في صحة الفرد والمجتمع
- روائع الطب الإسلامي ج3 ( المحرمات) [3]

### المقالات
- الختان بين الطب والإسلام في مجلة حضارة الإسلام 14 رمضان 1393 هـ.
- الهدي النبوي في تدبر الطعام والشراب وأثره على صحة الإنسان في مجلة نهج الإسلام
- القواعد الأساسية في تدبير الطعام والشراب في مجلة نهج الإسلام
- الآداب النبوية في النوم في مجلة نهج الإسلام[3]